# Mario von Appen
Mario von Appen (n. 31 iulie 1965, Hamburg, RFG) este un canoist german, medaliat olimpic. A participat la o ediție a Jocurilor Olimpice (1992) în care a câștigat o medalie de aur.

## Participări
Lista de mai jos prezintă principalele competiții la care a participat Mario von Appen de-a lungul carierei.
- canoeing at the 1992 Summer Olympics – men's K-4 1000 metres[*]